# Окоч
Окоч (словац. Okoč) — село в окрузі Дунайська Стреда Трнавського краю Словаччини. Площа села 63,43 км². Станом на 31 грудня 2015 року в селі проживало 3625 жителів.

## Історія
Перші згадки про село датуються 1268 роком.

## Географія
Протікають Комарнянський канал; канал Вельки Медер-Голяре; Хотарний канал і Ашод-Чергов.

## Населення
| Рік:            | 1994. | 2004.   | 2014.   | 2024.   |
| --------------- | ----- | ------- | ------- | ------- |
| Кількість осіб: | 3587  | 3752    | 3631    | 3661    |
| Різниця:        |       | +4,59 % | -3,22 % | +0,82 % |

| Рік:            | 2023. | 2024.   |
| --------------- | ----- | ------- |
| Кількість осіб: | 3672  | 3661    |
| Різниця:        |       | -0,29 % |